# Svarog

Manos de Svarog: símbolo utilizado por los Rodnovers modernos

Svarog, Svarožič, (Thietmar de Merseburg VI, 17), Zuarasiz (Bruno de Querfurt), en cirílico, Сварогъ (Hypatian Codex sa 1114), es un dios eslavo del fuego y dios del sol, equiparado con Hefesto y Helios en las crónicas rusas.

## Etimología
El nombre está relacionado con el sánscrito svar "cielo" (sweorc anglosajón), svā-rāj es el gobernante del cielo, es decir, Indra.
Alexander Brückner relacionó los topónimos polacos Swarocin, Swaryszew, Swarzykowo, Swarzeń, Swarzędź, Swaryż y Swarużewo con Svarog, pero esto es dudoso. Lo mismo ocurre con los topónimos eslavos del sur Twaroch y Tbaraschitzberg, y los topónimos rusos Svarúzhevo y Svaryzh.
Swarożyc, Svarožič, Svarózhich son diminutivos creados agregando el sufijo "-yc", "-ič". Según la glosa del Códice de Hipacio, Svarožič es Helios, el hijo de Svarog, un papel asumido por Dažbog. En Slovo někoego christoljubca, Svarožič se reduce a un fantasma de fuego.
Aunque Svarog parece haber sido venerado en toda la antigua eslava, los eslavos del sur conocen a Dažbog, y en Rusia el culto varego Perún parece haber desplazado a Svarog.